# Гондковиці (Нижньосілезьке воєводство)
Гондковиці (пол. Gądkowice) — село в Польщі, у гміні Мілич Мілицького повіту Нижньосілезького воєводства.
Населення — 484 особи (2011).
У 1975-1998 роках село належало до Вроцлавського воєводства.

## Демографія
Демографічна структура станом на 31 березня 2011 року:
|          | Загалом | Допрацездатний вік | Працездатний вік | Постпрацездатний вік |
| -------- | ------- | ------------------ | ---------------- | -------------------- |
| Чоловіки | 240     | 57                 | 158              | 25                   |
| Жінки    | 244     | 54                 | 142              | 48                   |
| Разом    | 484     | 111                | 300              | 73                   |